# لعبة الأصدقاء
لعبة الأصدقاء (بالإنجليزية: Tomodachi Game)‏ (باليابانية: トモダチゲーム) هي سلسلة مانغا يابانية ابتكرها ميكوتو ياماغوتشي وكتبها ورسمها يوكي ساتو. تم طرح السلسلة في مجلة بيساتسو شونن التي تنشرها دار كودانشا للنشر منذ ديسمبر 2013. تم عرض مسلسل تلفزيوني وفيلمين من أفلام الرسوم المتحركة لأول مرة في عام 2017. تم بث مسلسل أنمي بواسطة استوديو أوكوروتو نوبورو تحت عنوان لعبة الأصدقاء من أبريل إلى يونيو 2022. تم بث دراما تلفزيونية ثانية بنفس العنوان بدأت بعرضها هيئة بث أساهي في يوليو 2022.

## ملخص القصة
كافح «كاتاغيري يويتشي» المصاعب المالية طوال حياته، لكنه تعلم أن يظل راضيا وإيجابيًا بفضل مجموعته المقربة من الأصدقاء. وللوفاء بالوعد الذي قطعه لهم، يوفر «يويتشي» ما يكفي من المال للانضمام إليهم في رحلة مدرسية. ولكن عندما تختفي الأموال التي جمعها في ظروف غامضة، تقع الشكوك على اثنين من أصدقاء «يويتشي»، وهما «ساواراغي شيهو» و «شيبي ماكوتو»، اللذان كانا مسؤولين عن جمع المدخرات. على الرغم من براءتهما، يتحمل «شيهو» و«ماكوتو» لوحدهما مسؤولية الفشل في حماية الأموال. بعد بضعة أيام، تلقى «يويتشي» وأصدقاؤه رسائل غامضة تجعلهم يلتقون في اجتماع عن طريق خدعة. عند وصولهم، نُصب لهم فخ وانتهى بهم المطاف فاقدين الوعي. يستيقظون في غرفة غامضة رفقة «مانابو كن»، شخصية من برنامج أطفال مثير للجدل توقف عن البث بسبب محتواه الضار. يخبر المجموعة أن واحد منهم جمعهم بشكل غير مباشر من أجل تسديد دين كبير. عليهم أن يلعبوا «لعبة الأصدقاء»، وهي سلسلة من الألعاب التي ستختبر قوة الرابطة والثقة في بعضهم البعض.

## الشخصيات

### الشخصيات الرئيسية
- كاتاغيري يويتشي: صبي في المدرسة الثانوية يبدو عاديًا من خلفية عائلية فقيرة. مثل بقية أصدقائه، تم استدعاؤه للمشاركة في لعبة الأصدقاء ولديه ثقة في أصدقائه الذين تم اختيارهم. مع تقدم اللعبة، تم الكشف عن أن يويتشي يمتلك جانبًا مختلفًا تمامًا عن نفسه جانب لا يرحم أعدائه ويتلاعب معهم بمهارة، ولديه موهبة خارقة لفك تشفير القواعد وجوهر الناس. كما تم التلميح إلى أن لديه ماضي مظلم ودامي، وتأكد أنه قتل ثلاثة أشخاص على الأقل، اثنان منهم تم الكشف عن أنهما والديه بالتبني. اختار المشاركة في لعبة الأصدقاء لتدمير إدارتها.

- ميكاسا تينجي: أحد أصدقاء يويتشي الذي يشارك في لعبة الأصدقاء بجانبه. إنه هادئ ومتحفظ ورائع، وغالبًا ما يحتل المرتبة الأولى في المدرسة ولديه قدرة عالية على التفاوض والوساطة. تم الكشف عن أنه شارك في لعبة الأصدقاء من قبل، مراكمًا ديونًا من خيانة أصدقائه السابقين الذين تم جلبهم إلى اللعبة الحالية. إنه يحمل كراهية كبيرة لصديقة طفولته شيهو، التي من المفترض أن خيانتها لأصدقائها السابقين أدى إلى وفاة والده، وبالتالي مطاردته لها ويعتزم استخدام اللعبة الحالية لإضعاف معنوياتها تمامًا. في نهاية الجولة الثانية، يرافق يوتشي لبقية الألعاب، ليكسب ثقته.

- ساواراغي شيهو: إحدى صديقات يويتشي اللواتي يشاركن في لعبة الأصدقاء. بسبب والدها الشرطي، نشأت في جو من الأخلاق والاستقامة، ما يجعلها محبوبة بين أقرانها. إنها معجبة بيويتشي. نظرًا لأنها فقدت أموال رحلة فصلهم عن طريق الخطأ، فقد أثارت غضب زملائها في الفصل ودفعت عن غير قصد بهم للدخول إلى لعبة الأصدقاء. بعد خروج شيبي وكوكوروجي من الجولة الثانية، تعرضت هي وشيبي للتخويف من قبل زملائهم في الفصل بدافع الشك والكراهية، مما أدى إلى اختفائها. عاودت الظهور مرة أخرى في جانب الإداريين في ظل ظروف غامضة أثناء اكتشاف الخائنين في مجموعتها. انضمت لاحقًا كمشاركة في اللعبة الثانية، كبديل لـ كي، ثم شاركت بالكامل في اللعبة الثالثة للعثور على الحقيقية وراء لعبة الأصدقاء.

- يوتوري كوكوروجي: إحدى صديقات يويتشي التي تشارك في لعبة الأصدقاء بجانبه. توصف بأنها لطيفة وخجولة وساذجة للغاية، فضلاً عن أنها تمتلك شخصية مغرية للغاية واهتمام حقيقي بالمانغا. بعد خروج شيبي وشيهو من الدور الثاني، انضمت إلى يويتشي وتينجي في جميع المباريات فصاعدًا. في الماضي، واجهت كوكوروجي تنمرًا شديدًا ويبدو أنها (عملت كعاهرة)، على الرغم من أنها لم تقدم خدمة ليلية أبدًا. تم الكشف عن أن لديها جانبًا آخر أكثر دهاءًا وشرًا ولها تعاملات سرية مع شخصيات من ماضي يويتشي.

### إدارة لعبة الأصدقاء
- مانابو كون: شخصية تميمة من سلسلة رسوم متحركة شهيرة، مانوبو كون هو المضيف لمختلف الألعاب، وعادة ما يرتدي ملابس تنكرية لتناسب موضوع اللعبة. سيقدم الألعاب ويشرح القواعد وأي شيء آخر تتطلبه كل لعبة على حدة. ومع ذلك، فهو لا يتداخل بشكل مباشر مع اللاعبين إلا إذا لزم الأمر.

- ميزوسي ماريا: تنضم إلى اللعبة الثالثة تحت ستار تقدمها إلى هذه المرحلة وحدها لكنها بعد ذلك تنظم إلى المجموعة «C». في الحقيقة، هي واحدة من مدراء لعبة الأصدقاء، التي تم إرسالها للتجسس على يويتشي. ماريا هي فتاة مبتهجة وخبيثة للغاية، وهي مسؤولة عن مراقبة يويتشي وإعاقة المشاركين الآخرين في الألعاب المختلفة عند الحاجة.

- تسوكينو: مديرة ممتلئة الجسم بشعر أزرق قصير يغطي النصف الأيمن من وجهها. عادة هي مسؤولة عن مراقبة يويتشي.

- ريكو تاماي: مسؤولة ممتلئة الجسم بشعر طويل أشقر. تم تقديمها في البداية كمسؤولة عن مراقبة المجموعة «K» في اللعبة الثالثة. عادةً ما تكون مسؤولاتا عن مراقبة كي شينوميا على وجه التحديد. يلقبها المقربون منها بـ«تاما تشان».

### المشاركون في لعبة الأصدقاء
- جوزو كادوكورا: زعيم المجموعة «K» الذي تطوع ليكون المختبئ خلال لعبة «Hide and Seek» الودية. بعد تركه المدرسة وأعمال عائلته، قام بتقديم فريقه إلى لعبة الأصدقاء للحصول على فرصة أخيرة للفوز بدورة كرة السلة الوطنية للمدرسة الثانوية بسبب الديون الضخمة التي تكبدها. بعد انتهاء اللعبة رقم 3، كان من المفترض أن يشارك في لعبة الكبار «لعبة الأصدقاء: أصدقاء السجن»، لكن شينوميا لمح إلى أنه اختفى. تم الكشف لاحقًا أن كادوكورا على قيد الحياة، لكن شينوميا أخذ مكانه للمشاركة في لعبة الكبار.

- تشيساتو هاشيراتاني: اللاعب المستهتر من المجموعة «K». عادة ما يكون مسؤولاً عن إبقاء هياكوتارو تحت السيطرة إذا أصبح عاطفيًا.

- بنري نيوا: العضو الهادئ في المجموعة «K»

### المشاركون الكبار في لعبة الأصدقاء
- شينوميا كي: أقصر عضو في المجموعة «K»، يبدو أنه الأكثر براءة بين المجموعة. ومع ذلك، فقد كان العقل المدبر الحقيقي وراء فوز المجموعة «K» الوشيك في لعبة «Hide-and-Seek». عبقري حتى أنه ينافس يويتشي، انضم إلى لعبة الكبار على أمل الذهاب إلى أخمص القدمين مع يويتشي وضربه في ألعابه الذهنية. بعد أن تفوق على يويتشي في لعبة سجن الأصدقاء، انضم إلى فريقه بدلاً من شيهو وبعد أن اكتسب ثقة زملائه في الفريق، اعترف يويتشي بأن كي هو رفيق، وكلاهما ساعد بعضهما البعض خلال مقامرة «All-Bet».

- كوروكي: سفاح خطف يوتوري وحرض يويتشي على إنقاذها تحت ستار لعبة الأصدقاء. بعد أن تم كشفه من قبل يويتشي واعتقاله بعد ذلك لظهوره كمسؤول، انضم كوروكي إلى لعبة الأصدقاء على أمل الانتقام من يويتشي. في وقت لاحق، تم الكشف عن أن يوتوري دبرت عملية اختطافها وطلبت من كوروكي القيام بذلك. من المفترض أن اسمه الأول هو ساتورو، الذي كشفت عنه صديقته السابقة ومشاركته في سجن الأصدقاء، مينامي فودو.

## وسائل الإعلام
لعبة الأصدقاء، التي ابتكرها ميكوتو ياماغوتشي وكتبها ورسمها يوكي ساتو، بدأت في مجلة بيساتسو شونن في دار كودانشا للنشر في 9 ديسمبر 2013. جمعت دار كودانشا للنشر فصولها في مجلدات التانكوبون الفردية. صدر المجلد الأول في 9 أبريل 2014. اعتبارًا من 8 أبريل 2022، تم إصدار عشرين مجلدًا.

## وصلات خارجية
لعبة الأصدقاء على موقع ANN manga (الإنجليزية)